# NGC 7773
NGC 7773 ist eine Balken-Spiralgalaxie vom Hubble-Typ SBbc im Sternbild Pegasus am Nordsternhimmel. Sie ist schätzungsweise 387 Millionen Lichtjahre von der Milchstraße entfernt und hat einen Durchmesser von etwa 135.000 Lichtjahren.

Im selben Himmelsareal befindet sich die Galaxie NGC 7760.
Das Objekt wurde am 9. Oktober 1790 von Wilhelm Herschel entdeckt.